# Урочище «Дуброва та Язвине»
Уро́чище «Дубро́ва та Я́звине» — ботанічний заказник місцевого значення в Україні. Розташований у межах Бурштинської міської громади Івано-Франківського району Івано-Франківської області, на північ від села Юнашків.
Площа 13 га. Статус отриманий у 2018 році. Перебуває у віданні Юнашківської сільської ради.
Заказник «Урочище Дуброва та Язвине» репрезентує лучно-степову рослинність Опілля. Природоохоронна та наукова цінність заказника обумовлюється наявністю популяцій 10 видів рослин, внесених до Червоної книги України, 6 видів, які охороняються на міжнародному рівні (ЄЧС, ЧС МСОП, додаток 1 Бернської конвенції, додатки 2 та 4 Дерективи оселищ Ради ЄС, Конвенція CITES), а також угруповання формацій, внесених до Зеленої книги України. Виявлено також 13 видів рослин, рідкісних для Івано-Франківської області. Раритетна складова рослинного світу включає 33 рідкісні види, що є одним з найвищих показників раритетного біорізноманіття в області.